# 3e cérémonie des prix Génie

La 3e cérémonie des Prix Génie s'est déroulé en 3 mars 1982 au théâtre Royal Alexandra pour récompenser les films sortis en 1981. La soirée était animée par Brian Linehan assisté du magicien Doug Henning.

## Palmarès
Le vainqueur de chaque catégorie est indiqué en gras

### Meilleur film
- Ticket to Heaven - Ronald I. Cohen et Vivienne Leebosh
  - L'Homme de Prague (The Amateur) - Garth Drabinsky et Joel B. Michaels
  - Heartaches - David Patterson et Jerry Raibourn
  - Les Plouffe - Justine Héroux et Denis Héroux
  - Scanners - Victor Solnicki, Pierre David, et Claude Héroux

### Meilleure actrice
- Margot Kidder pour le rôle de Rita Harris dans Heartaches
  - Kim Cattrall pour le rôle de Ruthie  dans Ticket to Heaven
  - Ronalda Jones pour son rôle  dans Alligator Shoes
  - Monique Spaziani pour le rôle de Marie dans Les Beaux Souvenirs
  - Lesleh Donaldson pour son rôle  dans Le cri des ténèbres

### Meilleur court métrage théâtral
- Zea (en) - André Leduc, Robert Forget and Jean-Jacques Leduc
  - Top Priority - Ishu Patel (en)
  - Voyage de Nuit - Roger Frappier and Carole Mondello